# Aux urnes, citoyens!
Aux urnes, citoyens! é um filme francês de comédia lançado no ano de 1932, dirigido por Jean Hémard e estrelado por Léon Belières, Lily Mounet e Henri Poupon.

## Enredo
Um rico industrial francês gasta somas consideráveis para ser eleito deputado.

## Elenco
- Léon Belières como Monsieur Dupont-Lebaigue
- Lily Mounet como Madame Dupont-Lebaigue
- Henri Poupon como Parpelet
- Rosine Deréan como Nicole
- Claude Dauphin como René Faradin
- Octave Berthier como Taponnier
- Jacques Bousquet como Monsieur Evrard
- Ginette Gaubert como Mado Farnèse
- Henri Jullien como um oficial de justiça
- Edmond Castel como um padre
- Jean Liézer como o prefeito
- Suzy Winkler como Mariette
- Pierre Piérade como conselheiro municipal
- Marcelle Monthil como Madame Grosbois
- Desaulnay como Armand de Brienne
- Maximilienne como A Duquesa de Brienne
- Criscuolo como o mecânico
- Félix Mayol como um cantor de rua
- Antonin Berval como um eleitor
- Lucette Desmoulins como um servente
- Henry Trévoux
- Michel Duran